# Ussaramanna
Ussaramanna là một đô thị ở tỉnh Sud Sardegna trong vùng Sardegna của Ý, cách khoảng 60 km về phía tây bắc của Cagliari và khoảng 15 km về phía bắc của Sanluri. Tại thời điểm ngày 31 tháng 12 năm 2004, đô thị này có dân số 607 người và diện tích là 9,7 km².
Ussaramanna giáp các đô thị: Baradili, Baressa, Pauli Arbarei, Siddi, Turri.